# 12 Stones
12 Stones – post grunge'owa grupa muzyczna założona w Luizjanie w 2000 roku.

## Historia
12 Stones został założony w 2000 w Mandeville (Luizjana), na północnych przedmieściach Nowego Orleanu. Początkowo w skład zespołu wchodzili Paul McCoy (wokal), Kevin Dorr (gitara basowa), Eric Weaver (gitara) i Patrick Quave (perkusja), który został później zastąpiony przez Aarona Gainera.
Po wykonaniu nie więcej niż 12 występów na żywo, grupa nagrała demo i wyjechała do Nowego Jorku, gdzie wykonała kilka występów. Po drodze napotkali kilka drobnych trudności. „Oto jesteśmy, nasze pierwsze godziny w Nowym Jorku” – wspomina McCoy – „Kevin rzyga w łazience, a ja ścigam jakiegoś gościa, który ukradł mi portfel, dosłownie kilka godzin przed występem. To było szalone”. Następnie grupa związała się z Wind-Up Records. Sytuacja polepszyła się, kiedy 12 Stones podpisali umowę z Wind-up i zaczęli nagrywać z producentem Jayem Baumgardnerem (Papa Roach, Alien Ant Farm), który pomógł udoskonalić solówki gitarowe Erica Weaversa, przekonując go, że może się stać nowym wielkim gitarzystą. W połączeniu z dźwiękami wydobywanymi przez gitarę Dorra i perkusistę Aarona Gainera oraz z charakterystycznymi tekstami McCoya utwory 12 Stones wywołują prawdziwe emocje swoją mocą i siłą przebicia.
Debiutancki album 12 Stones został wydany w 2002 (wyprodukowany przez Jaya Baumgardnera). Zespół zyskał większą sławę, gdy wokalista McCoy został zaproszony do wykonania utworu Evanescence „Bring Me to Life” wraz z Amy Lee. Piosenka została umieszczona w albumach Fallen zespołu Evanescence i w soundtracku do filmu Daredevil. McCoy powiedział: „Nasze utwory mówią o naprawdę trudnych czasach, w których dorastałem, jako dziecko”. I dodaje „Naprawdę chciałem trafić w sedno, aby dzieci, które żyją w tych trudnych czasach, były blisko związane z naszymi piosenkami, aby pomogły im one przejść przez ten czas. To nie znaczy, że musisz być zły, pisząc tak mocne utwory. My po prostu chcemy strumień negatywnej energii zmienić w pozytywną”.
W 2004 Kevin Dorr opuścił grupę i gitarzysta trasowy Greg Trammell stał się wkrótce oficjalnym członkiem zespołu.
Ich drugi album, Potter’s Field, ujrzał światło dzienne w 2004. Oba albumy były wspierane przez gitarzystów heavymetalowych. Clint Amereno i potem Aaron Hill byli zapraszani do gry podczas tras koncertowych. Po zakończeniu trasy grupa zadecydowała o zrobieniu przerwy od występów, aby spędzić więcej czasu ze swoimi rodzinami.
Trammell odszedł przed nagraniem następnego albumu, zostawiając zespół bez drugiego gitarzysty. Po ukończeniu CD, jeden z ich współpracowników, były gitarzysta Breaking Point Justin Rimer, zajął jego pozycję. Nowy skład został jeszcze uzupełniony przez dodanie DJ Stange, byłego gitarzysty basowego grupy Presence.
Trzeci album 12 Stones, Anthem for the Underdog, został wydany w 2007. Inspiracją do powstania utworów była katastrofa wywołana przez huragan Katrina w mieście rodzinnym artystów.
Krótko po wydaniu krążka, Stange odszedł i został zastąpiony przez Shawna Wade’a, który przybył z zespołu Silence Is Broken.
Kolejny album przygotowywany był na jesień 2009 roku.

## Muzycy

### Obecny skład zespołu
- Paul McCoy – śpiew, autor tekstów (od 2000)
- Eric Weaver – gitara prowadząca (od 2000)
- Aaron Gainer – perkusja, wokal wspierający (od 2000)
- Justin Rimer – gitara rytmiczna (od 2007)
- Shawn Wade – gitara basowa (od 2008)

### Byli członkowie zespołu
- Kevin Dorr – gitara basowa
- Pat Quave – perkusja
- Stephen Poff – gitara
- Clint Amereno – basista trasowy
- Aaron Hill – basista trasowy
- Brandon „Squirly” Werrell – gitarzysta trasowy
- Greg Trammell – gitara
- Cash Melville – gitara
- DJ Stange – gitara basowa

## Dyskografia

### Albumy
- 12 Stones
- Potter’s Field
- Anthem for the Underdog
- Beneath the Scars
- Picture Perfect

### Single
| Rok  | Tytuł                     | U.S. Mainstream Rock | Album                   |
| ---- | ------------------------- | -------------------- | ----------------------- |
| 2002 | „Broken”                  | –                    | 12 Stones               |
| 2002 | „The Way I Feel”          | –                    | 12 Stones               |
| 2002 | „Crash”                   | –                    | 12 Stones               |
| 2004 | „Far Away”                | #38                  | Potter’s Field          |
| 2004 | „Photograph”              | –                    | Potter’s Field          |
| 2007 | „Lie to Me”               | #24                  | Anthem for the Underdog |
| 2008 | „Anthem for the Underdog” | #26                  | Anthem for the Underdog |
| 2008 | „Adrenaline”              | #23                  | Anthem for the Underdog |
| 2008 | „Broken Road”             | –                    | Anthem for the Underdog |

## Inne zastosowanie utworów
- „Broken” była przewodnią piosenką podczas WWE Judgement Day w 2002.
- „My Life” znalazła się na soundtracku do filmu Król Skorpion w 2002.
- „Crash” była przewodnią piosenką dla WWE Superstar Al Snow w 2001.
- „Home” była użyta w WWE Desire wideo dla Kurta Angle.
- „Running out of Pain” i „Back Up” zostały użyte w Cheating Death, Stealing Life – The Eddie Guerrero Story.
- „Back Up” była również użyta w promowaniu WWE Triple H VS Shawn Michaels Hell In A Cell oraz użyta jako ścieżka dźwiękowa w grze WWE RAW ultimate impact 2009.
- „Let Go” została nagrana specjalnie do soundtacku, do filmu Daredevil.
- „Shadows” została użyta do zwiastuna filmu Piraci z Karaibów: Skrzynia umarlaka.
- „Photograph” ukazała się na soundtracku do filmu Elektra w 2005.
- „Adrenaline” została użyta w zawodach Strongmanów.
- „Anthem for the Underdog” została wykorzystana w filmie Po prostu walcz.
- „We Are One” została użyta jako muzyka wejściowa grupy zawodników z WWE Nexus.